# Schwarze Sonne (Dokumentation)
Schwarze Sonne (Original: Black Sun) ist ein britischer Dokumentarfilm des Regisseurs Gary Tarn mit und nach einem Buch von Hugues de Montalembert. 

## Handlung
Der Film handelt von den Erlebnissen des blinden Autors, Künstlers und Filmemachers Hugues de Montalembert, der durch eine Gewalttat sein Augenlicht verlor. Er lernte, seine Verzweiflung zu überwinden und so durchs Leben zu gehen, dass er gewöhnliche Dinge außergewöhnlich sah. Er reiste alleine um die Welt und entdeckte die Welt auf wunderbare Weise neu. Es entstand ein expressionistisches Werk, das meditativ berichtet und eine neue Welt der Wahrnehmung erschließt.

## Veröffentlichung
Der Film hatte 2005 Premiere beim Toronto International Film Festival.